# Buraza
Buraza è un comune del Burundi situato nella provincia di Gitega con 47.485 abitanti (censimento 2008).

## Geografia antropica

### Suddivisioni amministrative
Il comune è suddiviso in 19 colline.